# Клубный чемпионат Германии по теннису среди женщин 2012

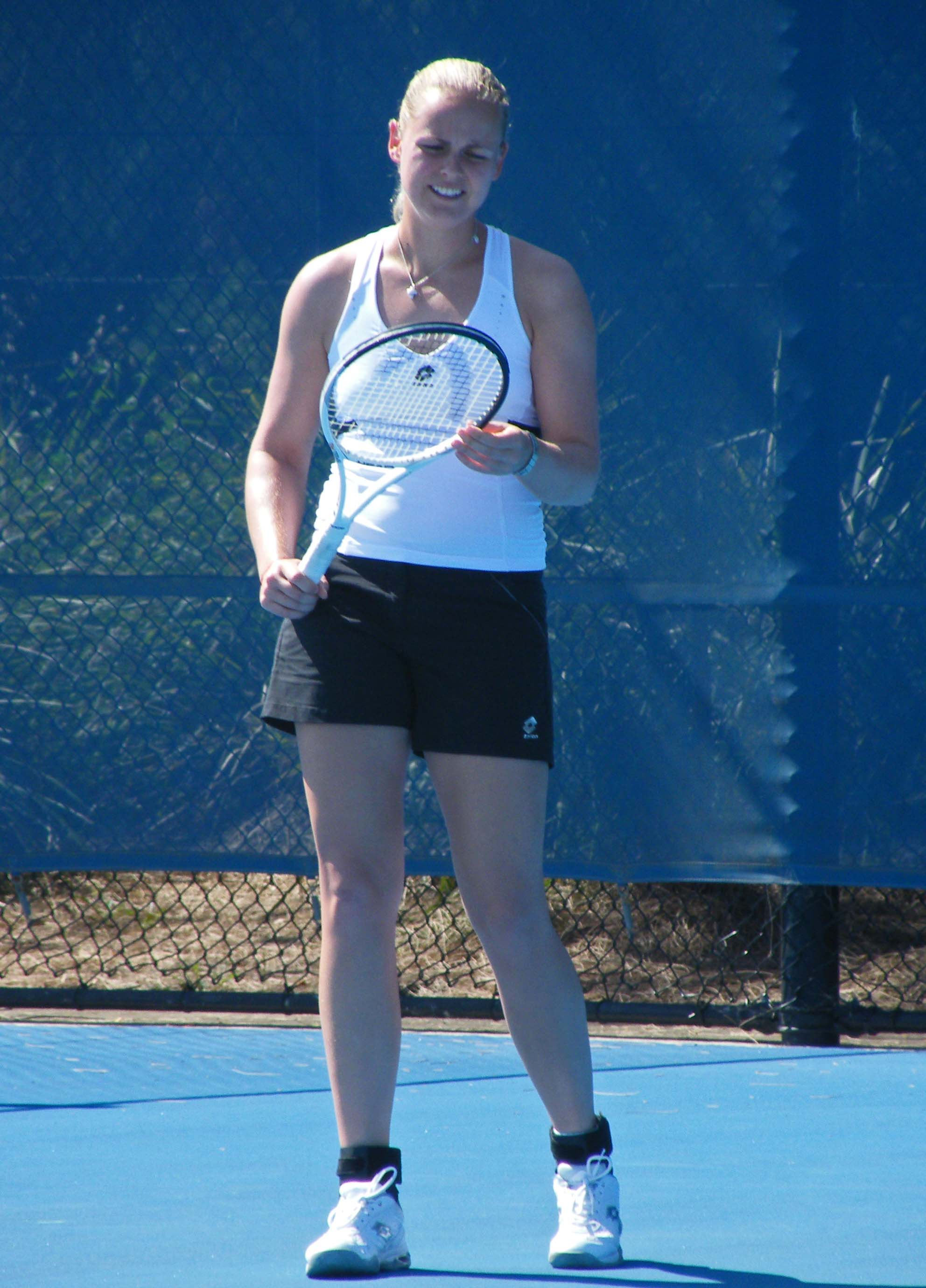
Анна-Лена Грёнефельд (на фото), в паре с соотечественницей Николой Гойер, приносит клубу из Бохольту решающее очко в споре за титул победителя турнира.

Клубный чемпионат Германии по теннису среди женщин 2012 (оно же — 1-я немецкая Бундеслига по теннису среди женщин) — традиционный показательный теннисный турнир, проводящийся по ходу года в Германии. Соревнование проводится по круговой схеме: каждая команда состоит из профессиональных теннисисток, а каждая матчевая встреча — из шести одиночных матчей и трёх парных. Турнир стартовал 13 мая и завершился 10 июля.

## Заявочный лист
| Команда              |                      |
| -------------------- | -------------------- |
| ETUF Essen           | (недоступная ссылка) |
| TC Karlsruhe Rüppurr |                      |
| M2Beauté Ratingen    | (недоступная ссылка) |
| TEC Waldau Stuttgart | (недоступная ссылка) |
| TC WattExtra Bocholt | (недоступная ссылка) |
| TC ZWS Moers 08      | (недоступная ссылка) |

## Результаты по игровым дням

### 1-й день (13 мая2012)
|                 |    | TC WattExtra Bocholt                  | TEC Waldau Stuttgart           | Счёт           | Итог      |
| --------------- | -- | ------------------------------------- | ------------------------------ | -------------- | --------- |
| Одиночные матчи | 1. | Клара Закопалова                      | Ивонн Мойсбургер               | 0:6 6:4 [10:5] | 1-0       |
| Одиночные матчи | 2. | Ирина-Камелия Бегу                    | Кирстен Флипкенс               | 6:1 6:1        | 2-0       |
| Одиночные матчи | 3. | Барбора Заглавова-Стрыцова            | Лина Станчюте                  | 6:2 6:2        | 3-0       |
| Одиночные матчи | 4. | Александра Каданцу                    | Корина Перкович                | 7:6(4) 6:3     | 4-0       |
| Одиночные матчи | 5. | Кики Бертенс                          | Таня Остертаг                  | 6:3 6:2        | 5-0       |
| Одиночные матчи | 6. | Анна-Лена Грёнефельд                  | Лаура Шедер                    | 6:4 6:3        | 6-0       |
| Парные матчи    | 1. | Ирина-Камелия Бегу Александра Каданцу | Кирстен Флипкенс Лина Станчюте | 6:2 7:6(4)     | 7-0 (1-0) |
| Парные матчи    | 2. | Кики Бертенс Анна-Лена Грёнефельд     | Мвонн Мойсбургер Ясмин Вёр     | 6:1 6:2        | 8-0 (2-0) |
| Парные матчи    | 3. | Аманда Хопманс Николь Тейссен         | Таня Остертаг Лаура Шедер      | 6:3 6:2        | 9-0 (3-0) |

|                 |    | TC Karlsruhe Rüppurr             | ETUF Essen                       | Счёт            | Итог      |
| --------------- | -- | -------------------------------- | -------------------------------- | --------------- | --------- |
| Одиночные матчи | 1. | Мэнди Минелла                    | Мэдэлина Гожня                   | 6:3 6:1         | 1-0       |
| Одиночные матчи | 2. | Штефани Фёгеле                   | Андрея-Кристина Миту             | 7:5 4:6 [10:0]  | 2-0       |
| Одиночные матчи | 3. | Елена Богдан                     | Анна Шефер                       | 4:6 6:3 [10:6]  | 3-0       |
| Одиночные матчи | 4. | Скарлетт Вернер                  | Ангелика ван дер Мет             | 6:3 6:4         | 4-0       |
| Одиночные матчи | 5. | Магда Михалаке                   | Имке Кюсген                      | 2:6 3:6         | 4-1       |
| Одиночные матчи | 6. | Владимира Углиржова              | Дарья Юрак                       | 1:6 2:6         | 4-2       |
| Парные матчи    | 1. | Мэнди Минелла Штефани Фёгеле     | Мэдэлина Гожня Дарья Юрак        | 6:1 3:6 [12:10] | 5-2 (1-0) |
| Парные матчи    | 2. | Скарлетт Вернер Магда Михалаке   | Анна Шефер Ангелика ван дер Мет  | 6:4 3:6 [7:10]  | 5-3 (1-1) |
| Парные матчи    | 3. | Елена Богдан Владимира Углиржова | Андрея-Кристина Миту Имке Кюсген | 6:4 6:0         | 6-3 (2-1) |

|                 |    | M2Beauté Ratingen             | TC ZWS Moers 08                      | Счёт              | Итог      |
| --------------- | -- | ----------------------------- | ------------------------------------ | ----------------- | --------- |
| Одиночные матчи | 1. | Грета Арн                     | Михаэла Гончова                      | 3:6 6:4 [10:2]    | 1-0       |
| Одиночные матчи | 2. | Кристина Барруа               | Станислава Грозенска                 | 6:3 6:2           | 2-0       |
| Одиночные матчи | 3. | Сесиль Каратанчева            | Эльке Лемменс                        | 6:1 6:2           | 3-0       |
| Одиночные матчи | 4. | Элина Свитолина               | Жюстин де Суттер                     | 6:3 6:2           | 4-0       |
| Одиночные матчи | 5. | Татьяна Малек                 | Анна Мария Леверс                    | 6:2 6:3           | 5-0       |
| Одиночные матчи | 6. | Никола Гойер                  | Антония Лоттнер                      | 0:6 6:2 [8:10]    | 5-1       |
| Парные матчи    | 1. | Грета Арн Сесиль Каратанчева  | Михаэла Гончова Станислава Грозенска | 7:6(0) 5:7 [2:10] | 5-2 (0-1) |
| Парные матчи    | 2. | Кристина Барруа Татьяна Малек | Эльке Лемменс Жюстин де Суттер       | 6:1 6:2           | 6-2 (1-1) |
| Парные матчи    | 3. | Элина Свитолина Ольга Брозда  | Анна Мария Леверс Антония Лоттнер    | 6:4 6:3           | 7-2 (2-1) |

### 2-й день (18 мая2012)
|                 |    | TEC Waldau Stuttgart            | ETUF Essen                           | Счёт           | Итог      |
| --------------- | -- | ------------------------------- | ------------------------------------ | -------------- | --------- |
| Одиночные матчи | 1. | Юханна Ларссон                  | Ксения Первак                        | 4:6 6:4 [5:10] | 0-1       |
| Одиночные матчи | 2. | Ивонн Морбургер                 | Нурия Льягостера Вивес               | 4:6 2:6        | 0-2       |
| Одиночные матчи | 3. | Кирстен Флипкенс                | Андрея-Кристина Миту                 | 7:6(0) 6:3     | 1-2       |
| Одиночные матчи | 4. | Корина Перкович                 | Анна Шефер                           | 1:6 2:6        | 1-3       |
| Одиночные матчи | 5. | Таня Остертаг                   | Катарина Ленерт                      | 2:6 2:6        | 1-4       |
| Одиночные матчи | 6. | Лаура Шедер                     | Имке Кюсген                          | 4:6 6:4 [7:10] | 1-5       |
| Парные матчи    | 1. | Юханна Ларссон Ивонн Мойсбургер | Михаэла Гончова Станислава Грозенска | 1:6 6:2 [6:10] | 1-6 (0-1) |
| Парные матчи    | 2. | Кирстен Флипкенс Ясмин Вёр      | Анна Шефер Ангелика ван дер Мет      | 6:1 6:1        | 2-6 (1-1) |
| Парные матчи    | 3. | Корина Перкович Ева Грдинова    | Андрея-Кристина Миту Катарина Ленерт | 6:2 6:2        | 3-6 (2-1) |

|                 |    | TC Karlsruhe Rüppurr              | M2Beauté Ratingen             | Счёт            | Итог      |
| --------------- | -- | --------------------------------- | ----------------------------- | --------------- | --------- |
| Одиночные матчи | 1. | Мэнди Минелла                     | Грета Арн                     | 4:6 5:7         | 0-1       |
| Одиночные матчи | 2. | Скарлетт Вернер                   | Кристина Барруа               | 3:6 4:6         | 0-2       |
| Одиночные матчи | 3. | Николь Роттманн                   | Сесиль Каратанчева            | 1:6 2:6         | 0-3       |
| Одиночные матчи | 4. | Магда Михалаке                    | Элина Свитолина               | 0:6 0:6         | 0-4       |
| Одиночные матчи | 5. | Владимира Углиржова               | Татьяна Малек                 | 3:6 3:6         | 0-5       |
| Одиночные матчи | 6. | Кристина Гёл                      | Никола Гойер                  | 2:6 1:6         | 0-6       |
| Парные матчи    | 1. | Скарлетт Вернер Николь Роттманн   | Грета Арн Кристина Барруа     | 6:1 — отказ     | 1-6 (1-0) |
| Парные матчи    | 2. | Мэнди Минелла Владимира Углиржова | Элина Свитолина Татьяна Малек | 0:6 7:5 [10:12] | 1-7 (1-1) |
| Парные матчи    | 3. | Магда Михалаке Кристина Гёл       | Сандра Заглавова Ольга Брозда | 1:6 6:6 — отказ | 1-8 (1-2) |

|                 |    | TC ZWS Moers 08                           | TC WattExtra Bocholt              | Счёт    | Итог      |
| --------------- | -- | ----------------------------------------- | --------------------------------- | ------- | --------- |
| Одиночные матчи | 1. | Патриция Майр-Ахлайтнер                   | Мона Бартель                      | 3:6 1:6 | 0-1       |
| Одиночные матчи | 2. | Екатерина Бычкова                         | Ирина-Камелия Бегу                | 1:6 1:6 | 0-2       |
| Одиночные матчи | 3. | Михаэла Гончова                           | Александра Каданцу                | 0:6 4:6 | 0-3       |
| Одиночные матчи | 4. | Станислава Грозенска                      | Кики Бертенс                      | 5:7 1:6 | 0-4       |
| Одиночные матчи | 5. | Анна Мария Леверс                         | Екатерина Иванова                 | 4:6 0:6 | 0-5       |
| Одиночные матчи | 6. | Катрин Леверс                             | Анна-Лена Грёнефельд              | 0:6 1:6 | 0-6       |
| Парные матчи    | 1. | Патриция Майр-Ахлайтнер Екатерина Бычкова | Мона Бартель Анна-Лена Грёнефельд | 5:7 3:6 | 0-7 (0-1) |
| Парные матчи    | 2. | Михаэла Гончова Станислава Грозенска      | Кики Бертенс Екатерина Иванова    | 1:6 2:6 | 0-8 (0-2) |
| Парные матчи    | 3. | Анна Мария Леверс Катрин Леверс           | Александра Каданцу Николь Тейссен | 0:6 2:6 | 0-9 (0-3) |

### 3-й день (20 мая2012)
|                 |    | TC Karlsruhe Rüppurr             | TC WattExtra Bocholt                  | Счёт            | Итог      |
| --------------- | -- | -------------------------------- | ------------------------------------- | --------------- | --------- |
| Одиночные матчи | 1. | Штефани Фёгеле                   | Мона Бартель                          | 2:6 3:6         | 0-1       |
| Одиночные матчи | 2. | Елена Богдан                     | Ирина-Камелия Бегу                    | 1:6 1:6         | 0-2       |
| Одиночные матчи | 3. | Скарлетт Вернер                  | Александра Каданцу                    | 2:6 6:7(4)      | 0-3       |
| Одиночные матчи | 4. | Николь Роттманн                  | Екатерина Иванова                     | 7:6(20) 7:6(6)  | 1-3       |
| Одиночные матчи | 5. | Магда Михалаке                   | Анна-Лена Грёнефельд                  | 3:6 2:6         | 1-4       |
| Одиночные матчи | 6. | Владимира Углиржова              | Аманда Хопманс                        | 6:0 6:3         | 2-4       |
| Парные матчи    | 1. | Штефани Фёгеле Магда Михалаке    | Ирина-Камелия Бегу Александра Каданцу | 1:6 6:6 — отказ | 2-5 (0-1) |
| Парные матчи    | 2. | Скарлетт Вернер Николь Роттманн  | Мона Бартель Анна-Лена Грёнефельд     | 3:6 6:2 [5:10]  | 2-6 (0-2) |
| Парные матчи    | 3. | Елена Богдан Владимира Углиржова | Екатерина Иванова Николь Тейссен      | 6:1 6:1         | 3-6 (1-2) |

|                 |    | ETUF Essen                       | M2Beauté Ratingen               | Счёт              | Итог      |
| --------------- | -- | -------------------------------- | ------------------------------- | ----------------- | --------- |
| Одиночные матчи | 1. | Мэдэлина Гожня                   | Грета Арн                       | 6:3 7:6(0)        | 1-0       |
| Одиночные матчи | 2. | Андрея-Кристина Миту             | Сесиль Каратанчева              | 3:6 5:7           | 1-1       |
| Одиночные матчи | 3. | Анна Шефер                       | Элина Свитолина                 | 4:6 6:3 [5:10]    | 1-2       |
| Одиночные матчи | 4. | Ангелика ван дер Мет             | Татьяна Малек                   | 3:6 1:6           | 1-3       |
| Одиночные матчи | 5. | Катарина Ленерт                  | Сандра Заглавова                | 3:6 2:6           | 1-4       |
| Одиночные матчи | 6. | Имке Кюсген                      | Никола Гойер                    | 7:6(0) 5:7 [10:5] | 2-4       |
| Парные матчи    | 1. | Мэдэлина Гожня Дарья Юрак        | Грета Арн Сандра Заглавова      | 6:4 6:2           | 3-4 (1-0) |
| Парные матчи    | 2. | Анна Шефер Ангелика ван дер Мет  | Элина Свитолина Татьяна Малек   | 7:5 5:7 [5:10]    | 3-5 (1-1) |
| Парные матчи    | 3. | Андрея-Кристина Миту Имке Кюсген | Сесиль Каратанчева Ольга Брозда | 1:6 6:7(3)        | 3-6 (1-2) |

|                 |    | TEC Waldau Stuttgart            | TC ZWS Moers 08                           | Счёт           | Итог      |
| --------------- | -- | ------------------------------- | ----------------------------------------- | -------------- | --------- |
| Одиночные матчи | 1. | Юханна Ларссон                  | Тимея Бабош                               | 2:6 6:4 [6:10] | 0-1       |
| Одиночные матчи | 2. | Ивонн Мойсбургер                | Патриция Майр-Ахлайтнер                   | 7:5 4:6 [10:7] | 1-1       |
| Одиночные матчи | 3. | Кирстен Флипкенс                | Екатерина Бычкова                         | 6:4 6:1        | 2-1       |
| Одиночные матчи | 4. | Лина Станчюте                   | Михаэла Гончова                           | 3:6 2:6        | 2-2       |
| Одиночные матчи | 5. | Корина Перкович                 | Станислава Грозенска                      | 4:6 3:6        | 2-3       |
| Одиночные матчи | 6. | Лаура Шедер                     | Анна Мария Леверс                         | 3:6 2:6        | 2-4       |
| Парные матчи    | 1. | Юханна Ларссон Ивонн Мойсбургер | Патриция Майр-Ахлайтнер Екатерина Бычкова | 6:1 6:2        | 3-4 (1-0) |
| Парные матчи    | 2. | Кирстен Флипкенс Ясмин Вёр      | Тимея Бабош Станислава Грозенска          | 4:6 6:7(4)     | 3-5 (1-1) |
| Парные матчи    | 3. | Корина Перкович Ева Грдинова    | Михаэла Гончова Анна Мария Леверс         | 6:2 7:5        | 4-5 (2-1) |

### 4-й день (3 июня2012)
|                 |    | TC ZWS Moers 08                        | TC Karlsruhe Rüppurr            | Счёт            | Итог      |
| --------------- | -- | -------------------------------------- | ------------------------------- | --------------- | --------- |
| Одиночные матчи | 1. | Тимея Бабош                            | Мэнди Минелла                   | 3:6 6:3 [10:12] | 0-1       |
| Одиночные матчи | 2. | Патриция Майр-Ахлайтнер                | Река-Луца Яни                   | 6:3 6:1         | 1-1       |
| Одиночные матчи | 3. | Лаура Поус-Тио                         | Елена Богдан                    | 6:1 6:3         | 2-1       |
| Одиночные матчи | 4. | Михаэла Гончова                        | Скарлетт Вернер                 | 6:2 6:3         | 3-1       |
| Одиночные матчи | 5. | Станислава Грозенская                  | Николь Роттманн                 | 7:5 6:3         | 4-1       |
| Одиночные матчи | 6. | Анна Мария Леверс                      | Магда Михалаке                  | 6:1 5:7 [5:10]  | 4-2       |
| Парные матчи    | 1. | Патриция Майр-Ахлайтнер Лаура Поус-Тио | Мэнди Минелла Река-Луца Яни     | 6:7(1) 6:7(1)   | 4-3 (0-1) |
| Парные матчи    | 2. | Тимея Бабош Станислава Грозенска       | Елена Богдан Магда Михалаке     | 6:2 6:2         | 5-3 (1-1) |
| Парные матчи    | 3. | Михаэла Гончова Анна Мария Леверс      | Скарлетт Вернер Николь Роттманн | 1:6 6:2 [4:10]  | 5-4 (1-2) |

|                 |    | M2Beauté Ratingen                      | TEC Waldau Stuttgart              | Счёт           | Итог      |
| --------------- | -- | -------------------------------------- | --------------------------------- | -------------- | --------- |
| Одиночные матчи | 1. | Грета Арн                              | Юханна Ларссон                    | 6:1 — отказ    | 1-0       |
| Одиночные матчи | 2. | Кристина Барруа                        | Кирстен Флипкенс                  | 2:6 3:6        | 1-1       |
| Одиночные матчи | 3. | Сесиль Каратанчева                     | Лина Станчюте                     | 6:4 6:2        | 2-1       |
| Одиночные матчи | 4. | Элина Свитолина                        | Анна Кремер                       | 2:6 3:6        | 2-2       |
| Одиночные матчи | 5. | Татьяна Малек                          | Ева Грдинова                      | 6:4 6:4        | 3-2       |
| Одиночные матчи | 6. | Сандра Заглавова                       | Таня Остертаг                     | 7:5 6:4        | 4-2       |
| Парные матчи    | 1. | Патриция Майр-Ахлайтнер Лаура Поус-Тио | Мэнди Минелла Река-Луца Яни       | 3:6 6:1 [8:10] | 4-3 (0-1) |
| Парные матчи    | 2. | Тимея Бабош Станислава Грозенска       | Елена Богдан Магда Михалаке       | 3:6 1:6        | 4-4 (0-2) |
| Парные матчи    | 3. | Скарлетт Вернер Николь Роттманн        | Михаэла Гончова Анна Мария Леверс | 2:6 6:2 [11:9] | 5-4 (1-2) |

|                 |    | ETUF Essen                           | TC WattExtra Bocholt                      | Счёт               | Итог      |
| --------------- | -- | ------------------------------------ | ----------------------------------------- | ------------------ | --------- |
| Одиночные матчи | 1. | Анна Шефер                           | Ирина-Камелия Бегу                        | 3:6 2:6            | 0-1       |
| Одиночные матчи | 2. | Виктория Томова                      | Барбора Заглавова-Стрыцова                | 6:0 — отказ        | 1-1       |
| Одиночные матчи | 3. | Катарина Ленерт                      | Александра Каданцу                        | 6:3 6:3            | 2-1       |
| Одиночные матчи | 4. | Имке Кюсген                          | Анастасия Екимова                         | 7:6(5) 3:6 [10:12] | 2-2       |
| Одиночные матчи | 5. | Дарья Юрак                           | Аманда Хопманс                            | 4:6 6:4 [4:10]     | 2-3       |
| Одиночные матчи | 6. | Александра Стюккрадт                 | Николь Тейссен                            | 2:6 0:6            | 2-4       |
| Парные матчи    | 1. | Анна Шефер Катарина Ленерт           | Барбора Заглавова-Стрыцова Аманда Хопманс | 6:0 — отказ        | 3-4 (1-0) |
| Парные матчи    | 2. | Виктория Томова Александра Стюккрадт | Ирина-Камелия Бегу Николь Тейссен         | 0:6 1:6            | 3-5 (1-1) |
| Парные матчи    | 3. | Имке Кюсген Дарья Юрак               | Александра Каданцу Анастасия Екимова      | 7:5 6:2            | 4-5 (2-1) |

### 5-й день (10 июня2012)
|                 |    | TC WattExtra Bocholt                | M2Beauté Ratingen             | Счёт           | Итог      |
| --------------- | -- | ----------------------------------- | ----------------------------- | -------------- | --------- |
| Одиночные матчи | 1. | Мона Бартель                        | Грета Арн                     | 5:7 1:6        | 0-1       |
| Одиночные матчи | 2. | Клара Закопалова                    | Кристина Барруа               | 6:2 7:6(1)     | 1-1       |
| Одиночные матчи | 3. | Ирина-Камелия Бегу                  | Элина Свитолина               | 6:3 6:4        | 2-1       |
| Одиночные матчи | 4. | Александра Каданцу                  | Татьяна Малек                 | 3:6 4:6        | 2-2       |
| Одиночные матчи | 5. | Анастасия Екимова                   | Никола Гойер                  | 1:6 5:7        | 2-3       |
| Одиночные матчи | 6. | Анна-Лена Грёнефельд                | Ольга Брозда                  | 6:0 6:1        | 3-3       |
| Парные матчи    | 1. | Клара Закопалова Ирина-Камелия Бегу | Грета Арн Кристина Барруа     | 6:4 6:4        | 4-3 (1-0) |
| Парные матчи    | 2. | Мона Бартель Александра Каданцу     | Элина Свитолина Татьяна Малек | 6:1 3:6 [8:10] | 4-4 (1-1) |
| Парные матчи    | 3. | Анна-Лена Грёнефельд Николь Тейссен | Никола Гойер Ольга Брозда     | 7:5 6:2        | 5-4 (2-1) |

|                 |    | TEC Waldau Stuttgart            | TC Karlsruhe Rüppurr          | Счёт       | Итог      |
| --------------- | -- | ------------------------------- | ----------------------------- | ---------- | --------- |
| Одиночные матчи | 1. | Юханна Ларссон                  | Скарлетт Вернер               | 6:4 6:1    | 1-0       |
| Одиночные матчи | 2. | Ивонн Мойсбургер                | Магда Михалаке                | 6:1 7:6(7) | 2-0       |
| Одиночные матчи | 3. | Кирстен Флипкенс                | Барбара Ладо                  | 6:0 6:0    | 3-0       |
| Одиночные матчи | 4. | Лина Станчюте                   | Кристина Гёл                  | 6:1 6:0    | 4-0       |
| Одиночные матчи | 5. | Анна Кремер                     | Ребекка Фалтус                | 6:0 6:1    | 5-0       |
| Одиночные матчи | 6. | Лаура Шредер                    | Беттина Ротфус                | 6:3 6:1    | 6-0       |
| Парные матчи    | 1. | Юханна Ларссон Ивонн Мойсбургер | Скарлетт Вернер Кристина Гёл  | 6:2 6:0    | 7-0 (1-0) |
| Парные матчи    | 2. | Кирстен Флипкенс Ясмин Вёр      | Магда Михалаке Барбара Ладо   | 6:0 6:0    | 8-0 (2-0) |
| Парные матчи    | 3. | Корина Перкович Ева Грдинова    | Ребекка Фалтус Беттина Ротфус | 6:0 6:0    | 9-0 (3-0) |

|                 |    | TC ZWS Moers 08                           | ETUF Essen                           | Счёт           | Итог      |
| --------------- | -- | ----------------------------------------- | ------------------------------------ | -------------- | --------- |
| Одиночные матчи | 1. | Патриция Майр-Ахлайтнер                   | Андрея-Кристина Миту                 | 6:4 7:5        | 1-0       |
| Одиночные матчи | 2. | Екатерина Бычкова                         | Анна Шефер                           | 4:6 6:3 [5:10] | 1-1       |
| Одиночные матчи | 3. | Михаэла Гончова                           | Виктория Томова                      | 6:4 7:5        | 2-1       |
| Одиночные матчи | 4. | Станислава Грозенска                      | Катарина Ленерт                      | 4:6 0:6        | 2-2       |
| Одиночные матчи | 5. | Жюстин де Суттер                          | Имке Кюсген                          | 4:6 0:6        | 2-3       |
| Одиночные матчи | 6. | Анна Мария Леверс                         | Дарья Юрак                           | 0:6 0:6        | 2-4       |
| Парные матчи    | 1. | Михаэла Гончова Станислава Грозенска      | Андрея-Кристина Миту Катарина Ленерт | 1:6 6:4 [10:7] | 3-4 (1-0) |
| Парные матчи    | 2. | Патриция Майр-Ахлайтнер Анна-Мария Леверс | Анна Шефер Ангелика ван дер Мет      | 2:6 1:6        | 3-5 (1-1) |
| Парные матчи    | 3. | Екатерина Бычкова Жюстин де Суттер        | Имке Кюсген Дарья Юрак               | 3:6 3:6        | 3-6 (1-2) |

## Итоговая таблица[1]
|    | Команда              | СВ | Очки | Матчи | Сеты  | Геймы   |
| -- | -------------------- | -- | ---- | ----- | ----- | ------- |
| 1. | TC WattExtra Bocholt | 5  | 10-0 | 34-11 | 69-26 | 465-309 |
| 2. | M2Beauté Ratingen    | 5  | 8-2  | 30-15 | 64-36 | 457-360 |
| 3. | ETUF Essen           | 5  | 4-6  | 22-23 | 52-52 | 418-398 |
| 4. | TC ZWS Moers 08      | 5  | 4-6  | 15-30 | 36-64 | 342-459 |
| 5. | TEC Waldau Stuttgart | 5  | 2-8  | 20-25 | 46-52 | 399-374 |
| 6. | TC Karlsruhe Rüppurr | 5  | 2-8  | 14-31 | 31-68 | 290-471 |

СВ — сыграно матчевых встреч. 